# McCune-Reischauer
La romanització McCune-Reischauer és un dels dos sistemes més usats per la romanització de l'idioma coreà, al costat de la romanització revisada del coreà, la qual va substituir a la primera a partir de l'any 2000. La romanització revisada és el sistema oficial a Corea del Sud. Una variant del sistema de McCune-Reischauer es fa servir com a sistema oficial a Corea del Nord.
Aquest sistema va ser creat en l'any 1937 per George M. McCune i Edwin O. Reischauer. Amb unes poques excepcions, no intenta transliterar un text coreà, sinó representar la pronunciació fonètica. Un tercer sistema, la romanització Yale és un sistema que es fa servir en la transliteració, però només es fa servir en lingüística.

## Guia simplificada

### Vocals
| Hangul       | ㅏ | ㅐ | ㅑ | ㅒ  | ㅓ | ㅔ | ㅕ | ㅖ | ㅗ | ㅘ | ㅙ  | ㅚ | ㅛ | ㅜ | ㅝ | ㅞ | ㅟ | ㅠ | ㅡ | ㅢ | ㅣ |
| Romanització | a  | ae | ya | yae | ŏ  | e* | yŏ | ye | o  | wa | wae | oe | yo | u  | wŏ | we | wi | yu | ŭ  | ŭi | i  |

* e – escrit com ë després de ㅏ i ㅗ

### Consonants
| Hangul       | Hangul  | ㄱ | ㄲ | ㄴ | ㄷ | ㄸ | ㄹ | ㅁ | ㅂ | ㅃ | ㅅ | ㅆ | ㅇ | ㅈ | ㅉ  | ㅊ  | ㅋ | ㅌ | ㅍ | ㅎ |
| Romanització | Inicial | k  | kk | n  | t  | tt | r  | m  | p  | pp | s  | ss | -  | ch | tch | ch' | k' | t' | p' | h  |
| Romanització | Final   | k  | k  | n  | t  | -  | l  | m  | p  | -  | t  | t  | ng | t  | -   | t   | k  | t  | p  | t  |

- Els dígrafs consonants (ㄳ, ㄵ, ㄶ, ㄺ, ㄻ, ㄼ, ㄽ, ㄾ, ㄿ, ㅀ, ㅄ) només existeixen en finals.

|                 |       | Consonanat inicial de la següent síl·laba | Consonanat inicial de la següent síl·laba | Consonanat inicial de la següent síl·laba | Consonanat inicial de la següent síl·laba | Consonanat inicial de la següent síl·laba | Consonanat inicial de la següent síl·laba | Consonanat inicial de la següent síl·laba | Consonanat inicial de la següent síl·laba | Consonanat inicial de la següent síl·laba | Consonanat inicial de la següent síl·laba | Consonanat inicial de la següent síl·laba | Consonanat inicial de la següent síl·laba | Consonanat inicial de la següent síl·laba | Consonanat inicial de la següent síl·laba |
| ㅇ (†)          | ㄱ K  | ㄴ N                                      | ㄷ T                                      | ㄹ (R)                                    | ㅁ M                                      | ㅂ P                                      | ㅅ S                                      | ㅈ CH/J                                   | ㅊ CH'                                    | ㅋ K'                                     | ㅌ T'                                     | ㅍ P'                                     | ㅎ H                                      |                                           |                                           |
| --------------- | ----- | ----------------------------------------- | ----------------------------------------- | ----------------------------------------- | ----------------------------------------- | ----------------------------------------- | ----------------------------------------- | ----------------------------------------- | ----------------------------------------- | ----------------------------------------- | ----------------------------------------- | ----------------------------------------- | ----------------------------------------- | ----------------------------------------- | ----------------------------------------- |
| Final consonant | ㅇ NG | NG                                        | NGG                                       | NGN                                       | NGD                                       | NGN                                       | NGM                                       | NGB                                       | NGS                                       | NGJ                                       | NGCH'                                     | NGK'                                      | NGT'                                      | NGP'                                      | NGH                                       |
| Final consonant | ㄱ K  | G                                         | KK                                        | NGN                                       | KT                                        | NGN                                       | NGM                                       | KP                                        | KS                                        | KCH                                       | KCH'                                      | KK'                                       | KT'                                       | KP'                                       | KH                                        |
| Final consonant | ㄴ N  | N                                         | N'G                                       | NN                                        | ND                                        | LL                                        | NM                                        | NB                                        | NS                                        | NJ                                        | NCH'                                      | NK'                                       | NT'                                       | NP'                                       | NH                                        |
| Final consonant | ㄹ L  | R                                         | LG                                        | LL                                        | LD                                        | LL                                        | LM                                        | LB                                        | LS                                        | LCH                                       | LCH'                                      | LK'                                       | LT'                                       | LP'                                       | RH                                        |
| Final consonant | ㅁ M  | M                                         | MG                                        | MN                                        | MD                                        | MN                                        | MM                                        | MB                                        | MS                                        | MJ                                        | MCH'                                      | MK'                                       | MT'                                       | MP'                                       | MH                                        |
| Final consonant | ㅂ P  | B                                         | PK                                        | MN                                        | PT                                        | MN                                        | MM                                        | PP                                        | PS                                        | PCH                                       | PCH'                                      | PK'                                       | PT'                                       | PP'                                       | PH                                        |

† Una consonant inicial després d'una vocal per indicar absència de so.

### Exemples
- 부산 Pusan
- 못하다 motada (pronunciació: 모타다)
- 먹다 mŏkta (pronunciació: 먹따)
- 먹었다 mŏgŏtta (pronunciació: 머걷따)